# فرودگاه آبی ول-د ار/بیس هورد
فرودگاه آبی ول-د ار/بیس هورد (به انگلیسی: Val-d'Or/Base Huard Water Aerodrome) یک فرودگاه خصوصی است که یک باند فرود آب دارد. این فرودگاه در کشور کانادا قرار دارد و در ارتفاع ۳۰۰ متری از سطح دریا واقع شده است.